# Ви, вату, сакелика
«Ви, ва́ту, саке́лика» (ВВС, Vy Vato Sakelika, V.V.S., на малагасийском языке — «железо, камень, ветвь») — антиколониальная организация (националистическое тайное общество), созданная на Мадагаскаре в 1913 году, чтобы вдохновить на восстание против французского колониального господства на острове. Основатели были выходцами из касты хува («простолюдины, свободные люди») народа мерина, учащимися медицинского училища Тананариве (современный Антананариву) и священниками, к которым позднее присоединились молодые представители других групп интеллигенции (врачи, журналисты, педагоги) из различных районов страны; создавая секции (сакелика) общества.

## История

### Предыстория общества
Колонизация Королевства Мадагаскар в 1896 году вызвала народное выступление против французов, получившее название восстания меналамба. Последняя королева Ранавалуна III, её муж и премьер-министр Райнилайаривуни и основная группа придворных хува были привлечены к ответственности колониальными властями. Райнандриамампандри (мэр Туамасины) и несколько других были расстреляны, а королева и премьер-министр — отправлены в ссылку. Члены протестантской элиты хува, которые коллективно сформировали правящий класс страны, были лишены своих привилегий и собственности. В течение первого десятилетия колониального правления несколько других подобных восстаний вспыхнули в остальных частях острова.
Казнь и преследование элиты хува объединили эту сеть могущественных протестантских семей мерина против колониальных властей. Протестантский пастор Равелудзауна был одним из первых, кто публиковал в прессе передовицы, открыто пропагандирующие идеалы национального освобождения. Среди его первых и наиболее влиятельных произведений были работы, опубликованные в газете «Мпанулуцайна» («Советник») в серии под названием «Япония и японцы», в которой восхвалялось успешное сочетание традиций и современности в период Мэйдзи.

### Деятельность и структура организации
Вскоре после публикации этих статей в июле 1913 года семь студентов медицинской школы в Антананариву, в том числе Жозеф Равуаханги, и основали первую на Мадагаскаре националистическую организацию — тайное общество «Ви, вату, сакелика». Вскоре группа привлекла разнообразное и большое количество представителей различных слоёв малагасийской интеллигенции: учащихся, священников, чиновников, военных, офисных клерков, врачей, учителей начальной школы и работников магазинов. Хотя ядро ВВС в её ранний период формировали выходцы из мерина, но к организации присоединялись и бецилеу, и представители других этнических групп Мадагаскара.
ВВС главным образом занималось просветительской деятельностью, задаваясь целями развития патриотических чувств, борьбы с регионализмом и вовлечения как можно большего числа малагасийцев в самоотверженный труд на благо родины. Изначально предполагалось действовать исключительно мирными средствами. Хотя группа иногда представлялась культурной организацией, она использовала национальную прессу (издававшиеся на малагасийском языке газеты «Мпанулуцайна», «Мазава», «Цара фанахи», «Фитарикандру»), призывая население пожертвовать собой ради свободы и достоинства таниндрадзаны (земли их предков).
От нерегулярных собраний они перешли к планомерной работе в рамках тайного общества, создавшего собственные сложные ритуалы приёма. Во время посвящения вступающий становился на колени перед столиком, на котором располагались три чаши (с землёй, с кровью и с копьём), и приносил семь клятв, в которых выражал готовность стать солдатом родины, не изменять своему делу, любить всех без различия малагасийцев, к какой бы этнической или социальной группе они ни принадлежали; участники, взывая к традиционному верховному Андриаманитре и духам предков, клали правую руку на голову новичка и помечали его лоб кровью. При встрече члены ВВС, если они были одеты в европейскую одежду, опознавали друг друга расстёгивая и застёгивая несколько пуговиц,
К 1915 году общество обзавелось разветвлённой структурой, делилось на секции по 20 человек в каждой и насчитывало порядка полутысячи человек. Руководство представляли религиозные деятели: три католика (иезуит отец Венанс Манифатра, брат Рафаэль Луи Рафиринга из конгрегации братьев христианских школ, доктор богословия Расамиманана) и три протестанта (пасторы Равелудзауна, Рабари, Разафимахефа). По сведениям французской контрразведки, среди руководителей ВВС был и принц Рамахатра, которого предполагалось провозгласить королём.

### Разгром колониальными властями
К этому моменту, со вступлением Франции в Первую мировую войну, националистические призывы общества были восприняты властями как оскорбление, с которым нельзя мириться. Когда французские колонизаторы для подавления партизанского национально-освободительного движения Садиавахи стали создавать малагасийские части, в мае 1915 года состоялось собрание представителей секций ВВС, поставившего целью помешать участию малагасийцев в карательных экспедициях против своих соотечественников. В городах, через которые войска следовали на юг страны, например, Фианаранцуа и Амбалавау, были созданы ячейки общества.
В ответ на это политика колониальных властей в отношении ВВС стала более жёсткой после слухов о заговоре против государства (о деятельности организации, нарушая тайну исповеди, доносило несколько французских миссионеров). В декабре 1915 года колониальные власти расправились с членами ВВС — один чиновник выдал вербовавшего его в организацию эмиссара, после чего местные власти, пренебрегая указаниями центральных, отдали приказ о немедленных арестах, запустив лавину повальных задержаний по острову. Большинство членов общества было арестовано. В одном Фианаранцуа облава на секцию под началом Рандзавулы привела к аресту 120 человек, схваченных практически одновременно. Принимались и другие репрессивные меры (24 декабря 1915 года было закрыто несколько газет на малагасийском языке).
Арестованных из всех провинций свезли в Тананариве, где некоторых приговорили к каторжным работам (в конце концов они были освобождены в 1918 году и помилованы в 1922 году), других — отправили в тюрьму на Нуси-Лаве, маленьком острове у юго-западного побережья, третьих — уволили с государственных должностей или подвергли принудительным работам. Здоровье многих подозреваемых в участии в ВВС, даже если их в итоге отпускали, оказалось подорвано тюремными условиями; многие вскоре умерли, включая Рафаэля Рафирингу, посмертно причисленного католической церковью к блаженным. Когда ВВС был объявлен вне закона в начале 1916 года, его деятельность уже прекратилась. С другой стороны, резкий ответ властей вынудил начать дебаты о национальном самоопределении и равных правах малагасийского народа, что привело к расцвету по всему острову национально-освободительного движения, которое преодолело этнические, религиозные и национальные разногласия. Деятельность этой организации даже заставила французские власти в конечном счёте дать малагасийцам один представительский голос в местной администрации. Многие из бывших активистов ВВС, включая Жозефа Равуаханги и Жозефа Расета, объединились вокруг видного деятеля распущенной организации Жана Ралаймунго, возглавившего движение за равные права для малагасийского народа.

### На русском языке
- Пьер Буато. Мадагаскар. Очерки по истории мальгашской нации. — М.: Издательство восточной литературы, 1961. — С. 296—300.
- Емельянов А. Л., Мыльцев П. А. Забытая история Великого острова / АН СССР, Ин-т востоковедения. — М.: Наука, 1990. — 139 с. — (Рассказы о странах Востока). — ISBN 5-02-016851-3.
- История национально-освободительной борьбы народов Африки в новое время. — М.: Главная редакция восточной литературы издательства «Наука», 1976. — С. 578—580.

### На иностранных языках
- Boahen, Adu. General History of Africa VII: Africa Under Colonial Domination. — Paris : UNESCO, 1990. — ISBN 9780852550977.
- Ellis, Stephen. L'insurrection des menalamba: une révolte à Madagascar, 1895-1898 :  [фр.] / Stephen Ellis, Faranirina Rajaonah. — Paris : Karthala Editions, 1998. — ISBN 9782865377961.
- Oliver, Roland. The Cambridge History of Africa / Roland Oliver, John Donnelly Fage, G.N. Sanderson. — Cambridge, U.K. : Cambridge University Press, 1985. — Vol. 6. — ISBN 978-0-521-22803-9.
- Ralaimihoatra, Edouard. Quelques aspects de la VVS. «Bulletin de l’Académie malgache», N.S., 1971, t. 49, fasc. 2, p. 113—16.
- Thomas, Martin. The French Empire Between the Wars: Imperialism, Politics and Society. — Manchester, U.K. : Manchester University Press, 2005. — ISBN 9780719065187.